# Sopubia kacondensis
Sopubia kacondensis är en snyltrotsväxtart som beskrevs av Spencer Le Marchant Moore. Sopubia kacondensis ingår i släktet Sopubia och familjen snyltrotsväxter. Inga underarter finns listade i Catalogue of Life.